# Alan Branch

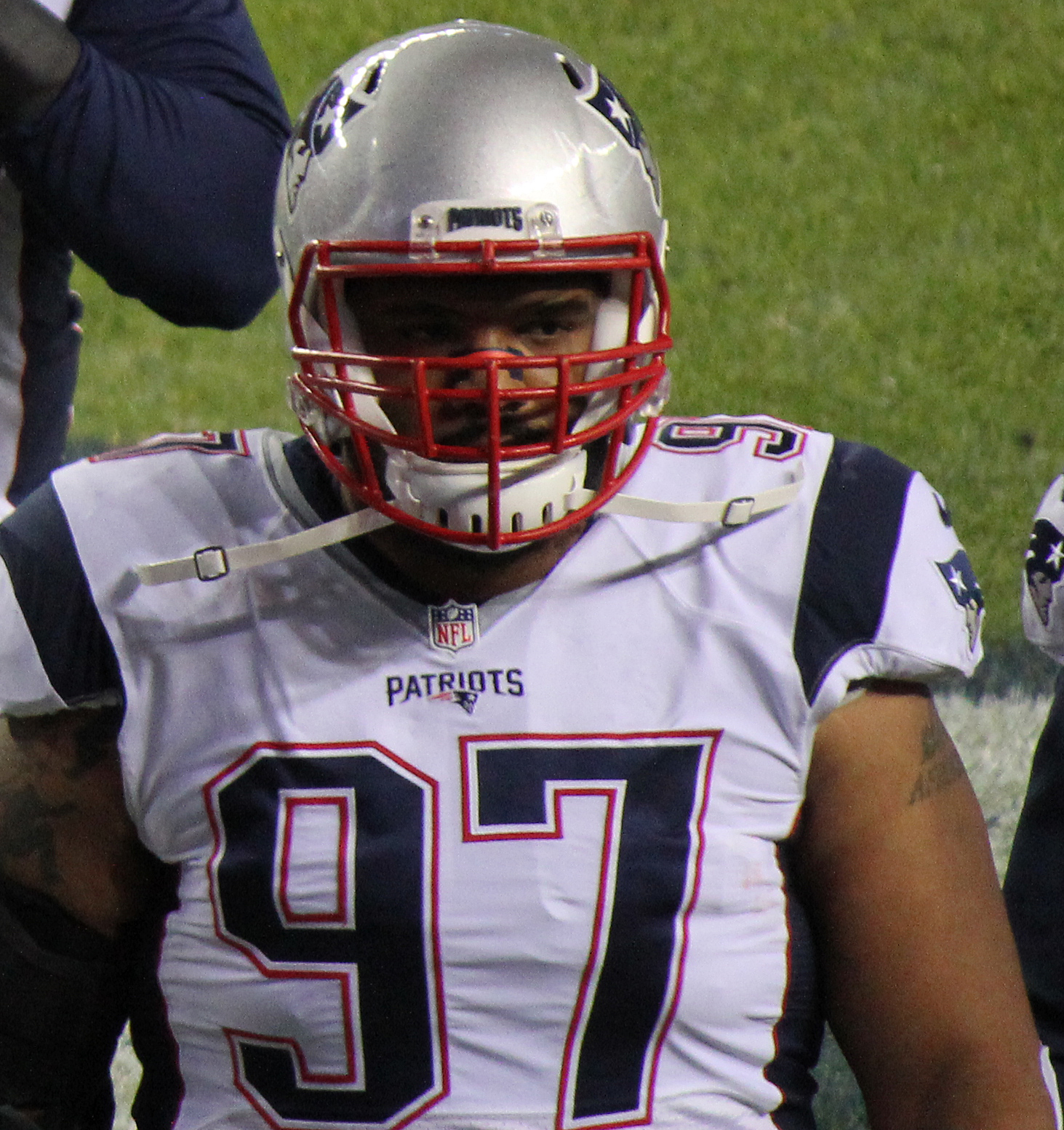
Alan Branch (2015).

Alan Branch, född 29 december 1984 i Rio Rancho i New Mexico, är en amerikansk utövare av amerikansk fotboll (defensive tackle), som sedan 2014 spelar för NFL-laget New England Patriots. Han spelade collegefotboll för University of Michigan. Branch draftades 2007 av Arizona Cardinals. Efter fyra säsonger i Arizona blev det två säsonger i Seattle Seahawks och en säsong i Buffalo Bills.